# Gemeinschaft der Gemeinden der Autonomen Provinz Kosovo und Metochien

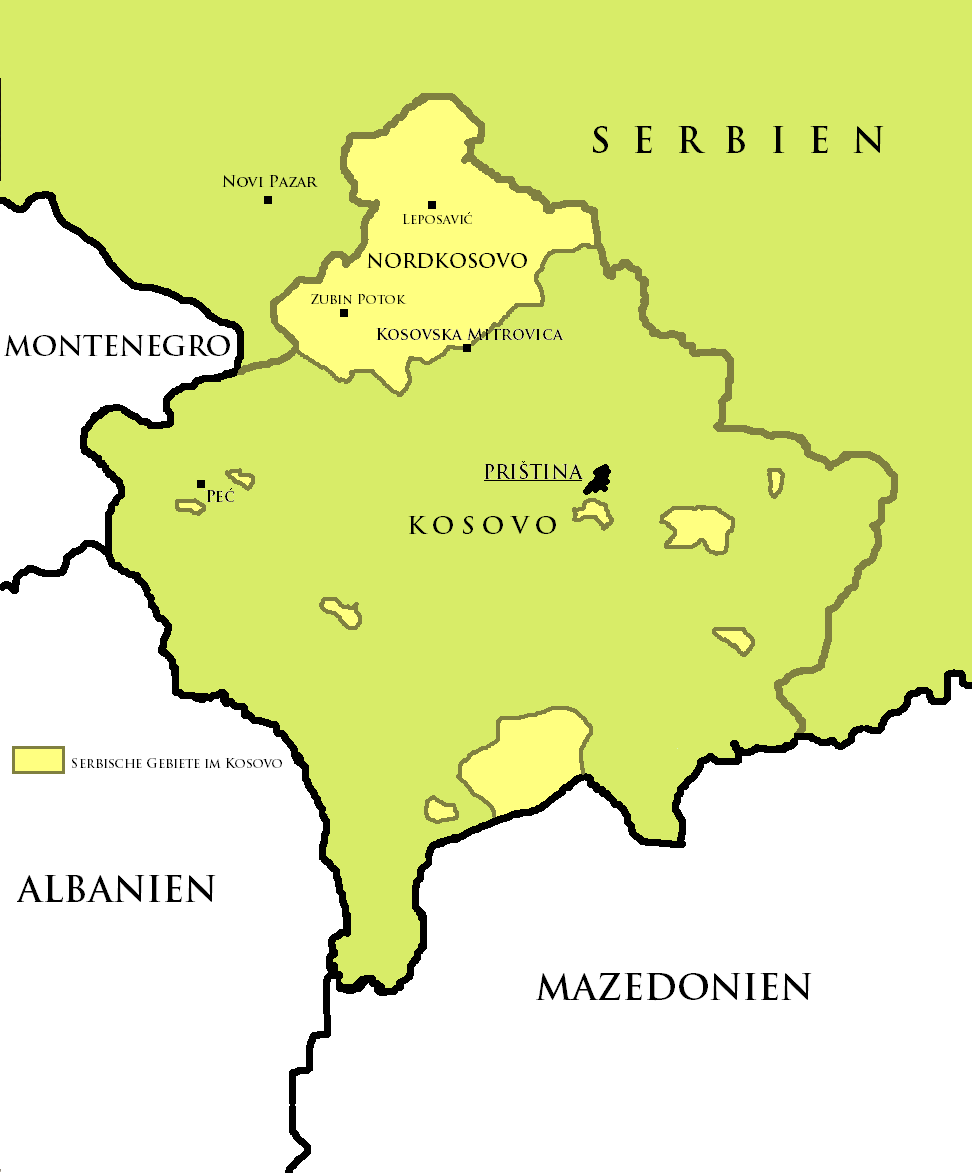
Serbische Enklaven im Kosovo

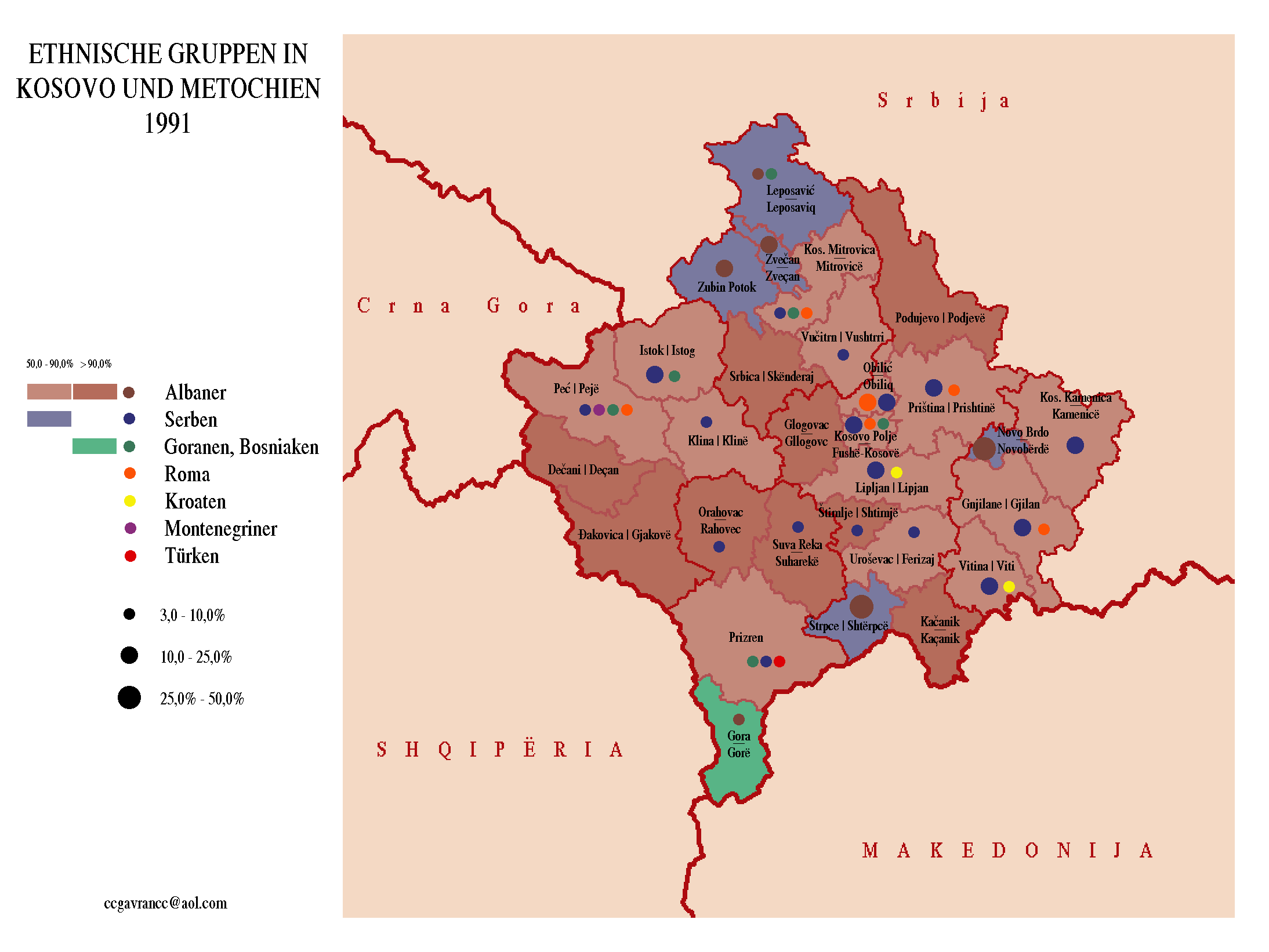
Verteilung der Ethnien in Kosovo 1991

Verteilung der Ethnien in Kosovo 2005

Die Gemeinschaft der Gemeinden der Autonomen Provinz Kosovo und Metochien (serbisch Заједница општина Аутономне покрајине Косово и Метохија Zajednica opština Autonomne Pokrajine Kosovo i Metohija) war ein Verwaltungsorgan innerhalb des Kosovo, das infolge der Parlamentswahlen in Serbien 2008 am 11. Mai 2008 durch die politischen Vertreter der im Kosovo ansässigen serbischen Staatsbürger konstituiert wurde.
Die kosovarische Regierung und die UN-Mission im Kosovo  (UNMIK) betrachten die organisierten Wahlen, auf deren Basis die Gemeinschaft konstituiert wurde, als illegal.
Nach dem Beschluss des Brüsseler Abkommens im Jahr 2013 wurde das Parlament der Gemeinschaft aufgelöst.

## Hintergrund
Am 17. Februar 2008 erklärte das Parlament in Pristina die Unabhängigkeit von Serbien. Das serbische Parlament erklärte schon einige Tage zuvor die angekündigte Unabhängigkeitserklärung als nichtig und unwirksam, da diese gegen die Verfassung Serbiens und die UN-Resolution 1244 verstoße. Die Resolution sichert der Bundesrepublik Jugoslawien, deren Rechtsnachfolger seit der Loslösung Montenegros 2006 die Republik Serbien ist, ihre territoriale Integrität. Die UNMIK nahm die Unabhängigkeitserklärung zur Kenntnis und erklärte sie weder für legitim noch für illegitim. Die Bemühungen der Förderer der Unabhängigkeit um die völkerrechtliche Anerkennung dauern an. Währenddessen spricht sich die Führung in Serbien mit der Unterstützung der Russischen Föderation für erneute Verhandlungen aus.

## Status
Der Status der Gemeinschaft und ihres Parlaments ist sowohl innerhalb des Kosovo als auch international umstritten:
Die Verwaltungsstrukturen der Gemeinschaft werden im Nordkosovo und in serbisch dominierten Exklaven von der absoluten Mehrheit der Serben und Roma, einigen Goranern, Bosniaken, slawischen Muslimen, einigen wenigen Albanern und weiteren Minderheiten akzeptiert. Die Republik Serbien erhebt über dieses neue Parlament Anspruch auf das gesamte Territorium des in der UN-Resolution 1244 dargestellten Kosovo, hat jedoch nur die zivile und administrative Kontrolle über den Nordkosovo und die politische Unterstützung der südlich gelegenen serbischen Exklaven.
Vom Parlament in Pristina und jenen Staaten, die Kosovo als unabhängigen Staat ansehen, wird die Gemeinschaft hingegen nicht als rechtmäßige Vertretung Kosovos anerkannt.

### Wahlen 2008
Am 11. Mai 2008 fanden im Rahmen der Parlamentswahlen in Serbien 2008 Kommunalwahlen und Wahlen für das serbische Parlament in Belgrad statt, nachdem die von der UNMIK von Pristina aus organisierten vorherigen Wahlen von vielen serbischen Staatsbürgern boykottiert worden waren. Die Wahlen im Mai verliefen bis auf kleinere Störungen ohne größere Komplikationen. Die UNMIK erkannte sie zwar nicht an, schritt aber auch nicht ein. Die SRS und die Koalition DSS-NS gingen als stärkste Parteien aus der Wahl hervor.

### Parlament
Die Legitimität des bisherigen Parlaments in Pristina erlosch aus der Sicht Serbiens mit der Unabhängigkeitserklärung im Februar 2008. Das neue Parlament, welches mit der Duldung der UNMIK bei den im Kosovo abgehaltenen serbischen Kommunalwahlen vom 11. Mai 2008 gewählt wurde, repräsentiert nach serbischer Auffassung seit dem 28. Juni 2008 die serbische autonome Provinz Kosovo und Metochien („Kosmet“). Das Parlament hat eine begrenzte Souveränität und kann keine Gesetze erlassen. Es kann aber im serbischen Parlament Gesetzesvorschläge unterbreiten und Resolutionen beschließen, die die serbischen Bürger Kosovos betreffen und bildet damit ein gemeinsames Sprachrohr für die serbische Argumentation zum Status des umstrittenen Territoriums.
Das Parlament hat 45 Sitze für die Abgeordneten, die bei den am 11. Mai 2008 abgehaltenen serbischen Kommunalwahlen gewählt wurden.
Tatsächlich repräsentiert und nimmt die serbische Regierung für Kosovo damit nur Einfluss auf die serbisch bewohnten Gebiete im Norden, wie in einzelnen serbischen Enklaven im übrigen Kosovo, die sich aus 26 Gemeinden (serbisch општине/opštine) zusammensetzen.
Gegenwärtiger Sitz des Parlaments ist der Nordteil der Stadt Mitrovica, jedoch betrachtet es Pristina als Hauptstadt des Kosovos innerhalb Serbiens und damit auch als seinen rechtmäßigen Sitz.

## Kommunalpolitische Auswirkungen
Seit den Wahlen gibt es in mehreren, vorwiegend von Serben bewohnten Gemeinden des Kosovo je zwei miteinander konkurrierende Bürgermeister und Ortsverwaltungen, welche sich gegenseitig die Legitimität absprechen.

## Verhältnis zu Staatengemeinschaften
Die Gemeinschaft akzeptiert zwar die Präsenz der von den Vereinten Nationen eingesetzten UNMIK, verweigert aber die Zusammenarbeit mit der im Aufbau befindlichen Rechtsstaatlichkeitsmission der Europäischen Union (EULEX).